# Acanthomintha ilicifolia
Acanthomintha ilicifolia är en kransblommig växtart som först beskrevs av Asa Gray, och fick sitt nu gällande namn av Asa Gray. Acanthomintha ilicifolia ingår i släktet Acanthomintha och familjen kransblommiga växter. Inga underarter finns listade i Catalogue of Life.

## Bildgalleri

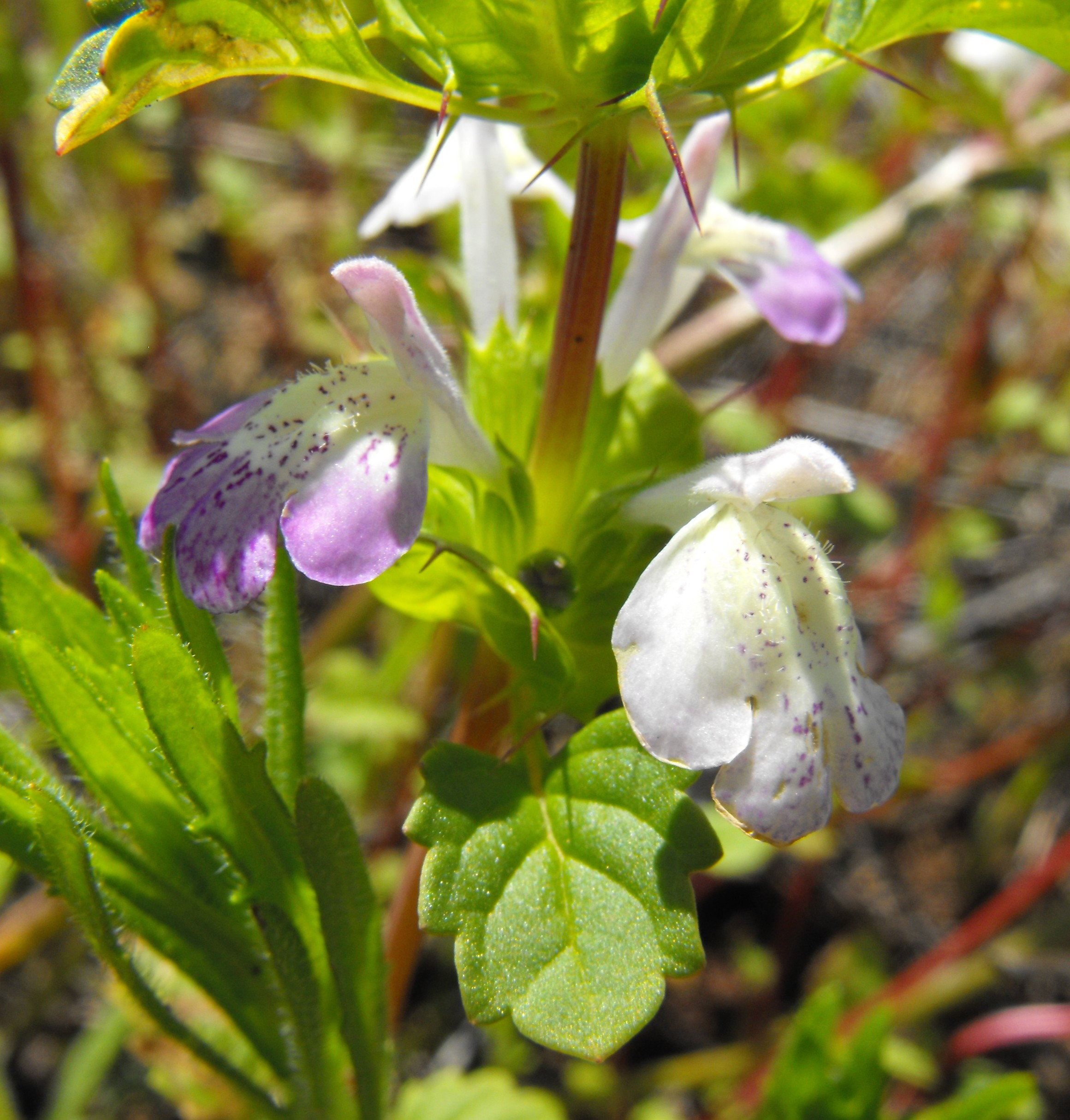